# Tournefeuille
Tournefeuille (okcitansko Tornafuèlha) je jugozahodno predmestje Toulousa in občina v južnem francoskem departmaju Haute-Garonne regije Jug-Pireneji. Leta 2008 je naselje imelo 25.574 prebivalcev.

## Geografija
Naselje leži v pokrajini Languedoc ob reki Touch in njenem pritoku Ousseau, 11 km od središča Toulousa; je za Colomiersom njegovo drugo največje predmestje.

## Uprava
Tournefeuille je sedež istoimenskega kantona, v katerega sta poleg njegove vključeni še občini Cugnaux in Villeneuve-Tolosane s 44.007 prebivalci.
Kanton Tournefeuille je sestavni del okrožja Toulouse.

## Zanimivosti
- cerkev sv. Petra iz leta 1770;

## Pobratena mesta
- Graus (Aragonija, Španija);